# Criquetot-sur-Ouville
Pour les articles homonymes, voir Criquetot et Ouville (homonymie).
Criquetot-sur-Ouville est une commune française située dans le département de la Seine-Maritime, en région Normandie.

## Géographie

### Description
La commune est située dans le pays de Caux.

### Communes limitrophes
| Amfreville-les-Champs |                       | Ouville-l'Abbaye        |
| Grémonville           | Criquetot-sur-Ouville | Yerville                |
|                       | Motteville            | Saint-Martin-aux-Arbres |

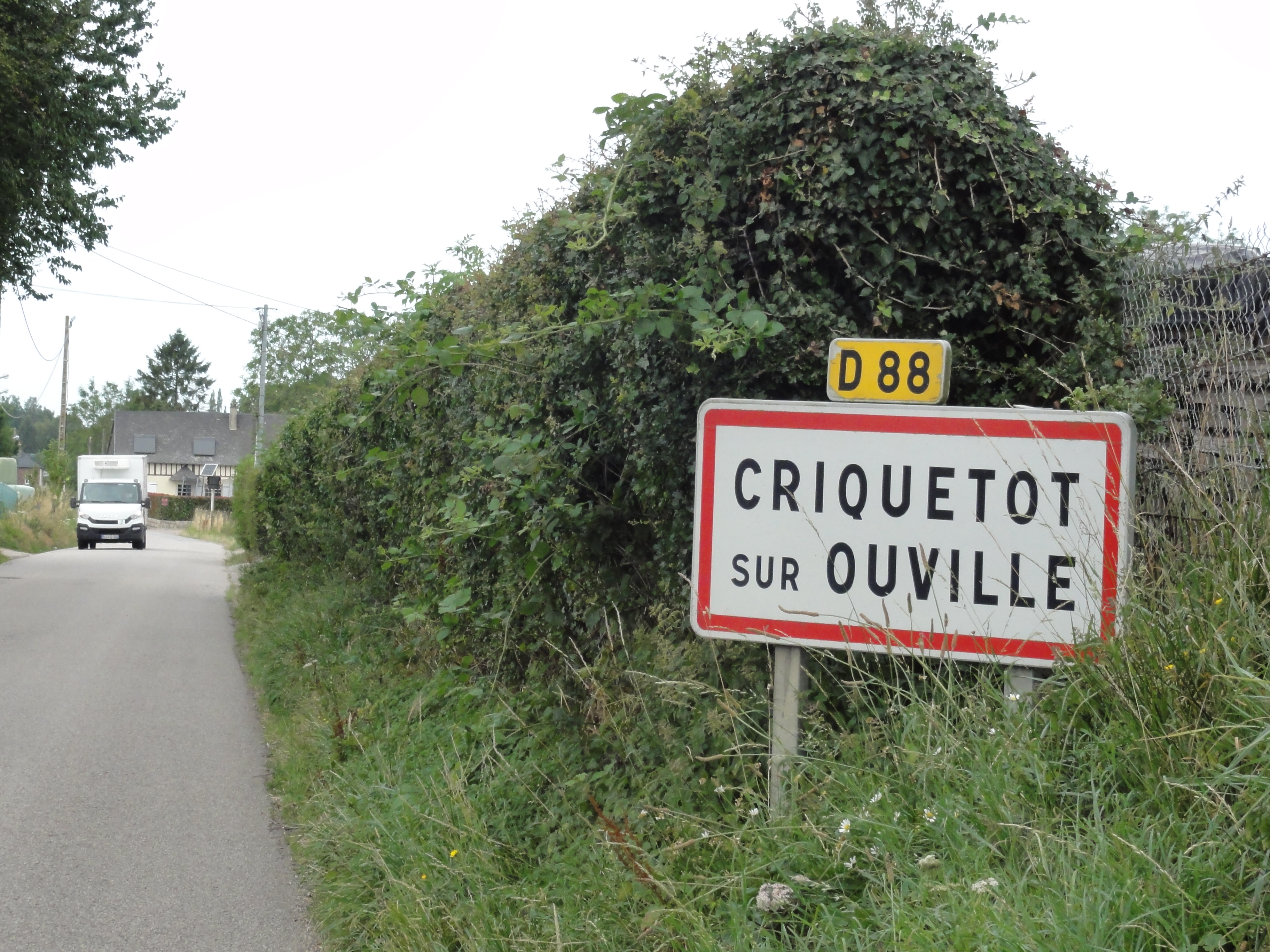
Entrée de l'agglomération
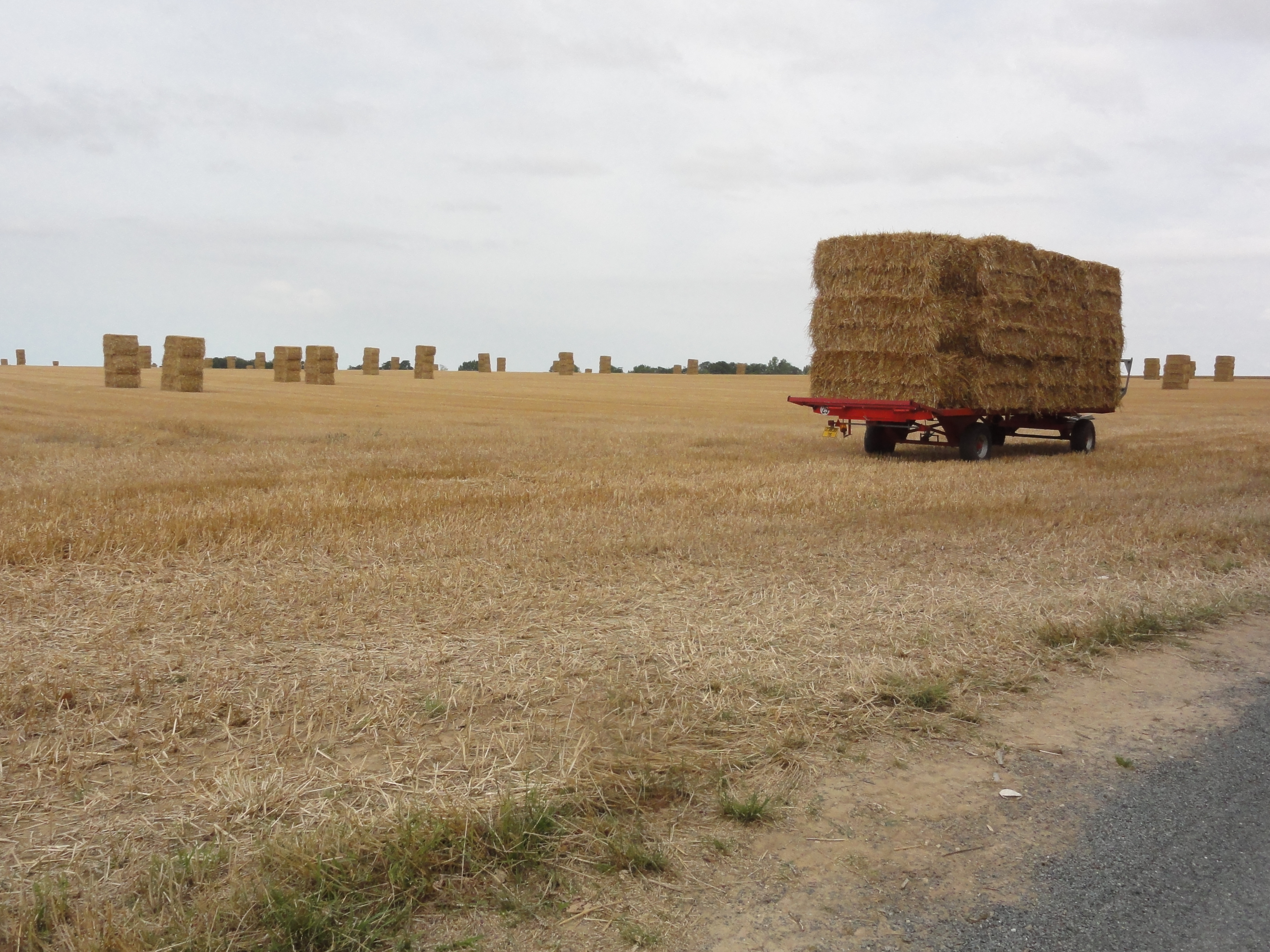
Paysage

### Hydrographie
La commune est située dans le bassin Seine-Normandie. Elle n'est drainée par aucun cours d'eau,.

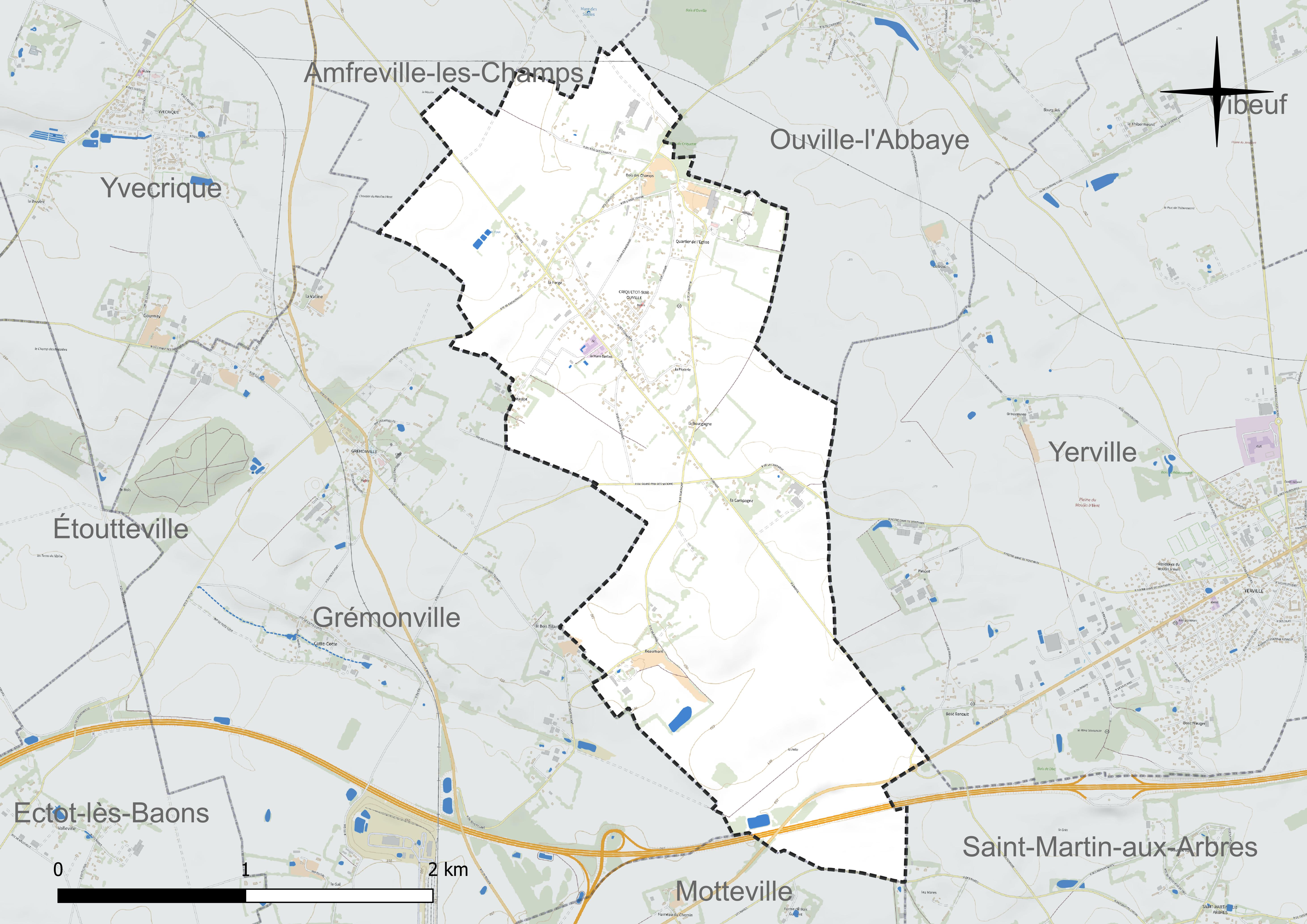
Réseau hydrographique de Criquetot-sur-Ouville.

### Climat
Pour des articles plus généraux, voir Climat de la Normandie et Climat de la Seine-Maritime.
En 2010, le climat de la commune est de type climat océanique altéré, selon une étude du CNRS s'appuyant sur une série de données couvrant la période 1971-2000. En 2020, Météo-France publie une typologie des climats de la France métropolitaine dans laquelle la commune est exposée à un climat océanique et est dans la région climatique Côtes de la Manche orientale, caractérisée par un faible ensoleillement (1 550 h/an) ; forte humidité de l’air (plus de 20 h/jour avec humidité relative > 80 % en hiver), vents forts fréquents. Parallèlement le GIEC normand, un groupe régional d’experts sur le climat, différencie quant à lui, dans une étude de 2020, trois grands types de climats pour la région Normandie, nuancés à une échelle plus fine par les facteurs géographiques locaux. La commune est, selon ce zonage, exposée à un « climat maritime », correspondant au Pays de Caux, frais, humide et pluvieux, légèrement plus frais que dans le Cotentin.
Pour la période 1971-2000, la température annuelle moyenne est de 10,1 °C, avec une amplitude thermique annuelle de 14 °C. Le cumul annuel moyen de précipitations est de 977 mm, avec 13,9 jours de précipitations en janvier et 8,8 jours en juillet. Pour la période 1991-2020, la température moyenne annuelle observée sur la station météorologique la plus proche, située sur la commune d'Ectot-lès-Baons à 5 km à vol d'oiseau, est de 10,8 °C et le cumul annuel moyen de précipitations est de 905,5 mm,. Pour l'avenir, les paramètres climatiques de la commune estimés pour 2050 selon différents scénarios d'émission de gaz à effet de serre sont consultables sur un site dédié publié par Météo-France en novembre 2022.

## Urbanisme

### Typologie
Au 1er janvier 2024, Criquetot-sur-Ouville est catégorisée commune rurale à habitat dispersé, selon la nouvelle grille communale de densité à sept niveaux définie par l'Insee en 2022.
Elle est située hors unité urbaine. Par ailleurs la commune fait partie de l'aire d'attraction de Rouen, dont elle est une commune de la couronne,. Cette aire, qui regroupe 317 communes, est catégorisée dans les aires de 200 000 à moins de 700 000 habitants,.

### Occupation des sols
L'occupation des sols de la commune, telle qu'elle ressort de la base de données européenne d’occupation biophysique des sols Corine Land Cover (CLC), est marquée par l'importance des territoires agricoles (93,3 % en 2018), en diminution par rapport à 1990 (100 %). La répartition détaillée en 2018 est la suivante : 
terres arables (62,6 %), zones agricoles hétérogènes (18,6 %), prairies (12,1 %), zones urbanisées (6,7 %). L'évolution de l’occupation des sols de la commune et de ses infrastructures peut être observée sur les différentes représentations cartographiques du territoire : la carte de Cassini (XVIIIe siècle), la carte d'état-major (1820-1866) et les cartes ou photos aériennes de l'IGN pour la période actuelle (1950 à aujourd'hui).

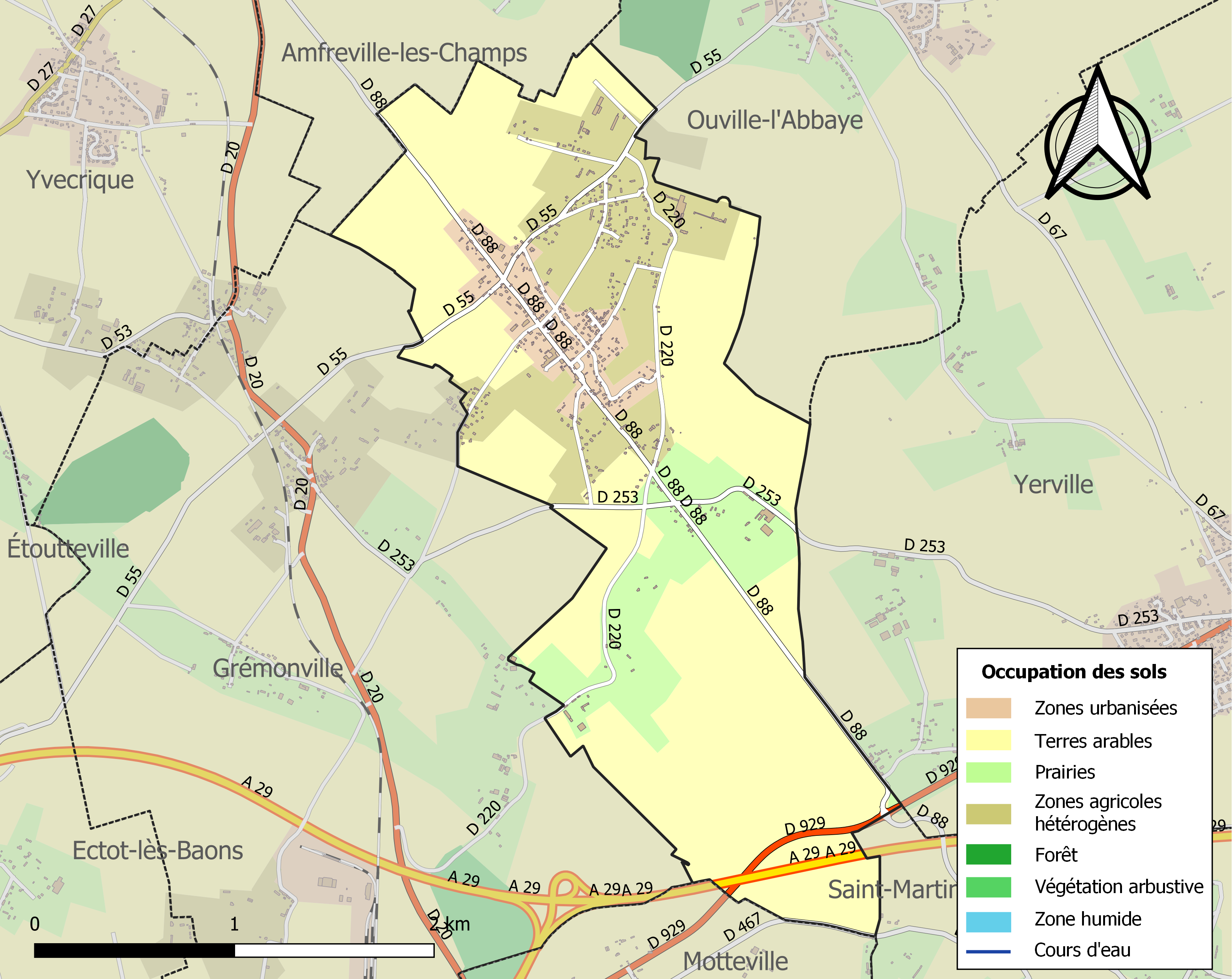
Carte des infrastructures et de l'occupation des sols de la commune en 2018 (CLC).

### Habitat et logement
En 2018, le nombre total de logements dans la commune était de 330, alors qu'il était de 297 en 2013 et de 265 en 2008.
Parmi ces logements, 93,6 % étaient des résidences principales, 2,7 % des résidences secondaires et 3,6 % des logements vacants. Ces logements étaient pour 99,7 % d'entre eux des maisons individuelles et pour 0 % des appartements.
Le tableau ci-dessous présente la typologie des logements à Criquetot-sur-Ouville en 2018 en comparaison avec celle de la Seine-Maritime et de la France entière. Une caractéristique marquante du parc de logements est ainsi une proportion de résidences secondaires et logements occasionnels (2,7 %) inférieure à celle du département (3,9 %) mais supérieure à celle de la France entière (9,7 %). Concernant le statut d'occupation de ces logements, 83,5 % des habitants de la commune sont propriétaires de leur logement (83,8 % en 2013), contre 53 % pour la Seine-Maritime et 57,5 pour la France entière.
| Typologie                                               | Criquetot-sur-Ouville | Seine-Maritime | France entière |
| ------------------------------------------------------- | --------------------- | -------------- | -------------- |
| Résidences principales (en %)                           | 93,6                  | 88             | 82,1           |
| Résidences secondaires et logements occasionnels (en %) | 2,7                   | 3,9            | 9,7            |
| Logements vacants (en %)                                | 3,6                   | 8,1            | 8,2            |

## Toponymie
Le nom de la localité est attesté sous la forme Criketot au XIIe siècle, Criquetot sur Ouville en 1526 (Archives départementales de la Seine-Maritime, 9 H 10 aveu).
Il s'agit d'un type toponymique médiéval issu de l'ancien scandinave et composé des éléments kirkja « église » et topt, toft « emplacement, terrain ».
Homonymie avec Criquetot-l'Esneval, Criquetot-sur-Longueville et Criquetot-le-Mauconduit.
Le complément locatif désigne Ouville-l'Abbaye, une commune voisine.

## Politique et administration

### Rattachements administratifs et électoraux

#### Rattachements administratifs
La commune se trouve depuis 1926 dans l'arrondissement de Rouen du département de la Seine-Maritime.
Elle faisait partie depuis 1801 du canton d’Yerville . Dans le cadre du redécoupage cantonal de 2014 en France, cette circonscription administrative territoriale a disparu, et le canton n'est plus qu'une circonscription électorale.

#### Rattachements électoraux
Pour les élections départementales, la commune fait partie depuis 2014 du canton d'Yvetot
Pour l'élection des députés, elle fait partie de la dixième circonscription de la Seine-Maritime.

### Intercommunalité
Criquetot-sur-Ouville était membre de la communauté de communes d'Yerville-Plateau de Caux, un établissement public de coopération intercommunale (EPCI) à fiscalité propre créé en 2003 et auquel la commune avait transféré un certain nombre de ses compétences, dans les conditions déterminées par le code général des collectivités territoriales.
Dans le cadre des dispositions de la loi portant nouvelle organisation territoriale de la République du 7 août 2015, qui prévoit que les établissements publics de coopération intercommunale (EPCI) à fiscalité propre doivent avoir un minimum de 15 000 habitants, cette intercommunalité a fusionné avec sa voisine pour former, le 1er janvier 2017, la communauté de communes Plateau de Caux-Doudeville-Yerville dont est désormais membre la commune.

### Liste des maires
| Période                                  | Période                       | Identité                    | Étiquette                           | Qualité |
| ---------------------------------------- | ----------------------------- | --------------------------- | ----------------------------------- | --- |
| Les données manquantes sont à compléter. |                               |                             |                                     | |
| 1868                                     |                               | Guérillon                   |                                     | |
| février 1892                             | mai 1900                      | Pierre Charles Angrand,     |                                     | Père du peintre Charles Angrand |
| 1909                                     | 15 janvier 1911               | Pierre Le Souef (1831-1911) | Monarchiste puis Républicain rallié | Médecin et agriculteur Député de la Seine-Inférieure (1885 → 1889) Sénateur de la Seine-Inférieure (1891 → 1900) Conseiller général d'Yerville (1871 → 1911 |
| 1926                                     |                               | Lesouef                     |                                     | |
| avant 1988                               |                               | Paul Rose                   |                                     | |
| Les données manquantes sont à compléter. |                               |                             |                                     | |
| mars 2001                                | mars 2008                     | Bernard Etancelin           |                                     | |
| mars 2008                                | En cours (au 2 décembre 2021) | François Bouteiller         |                                     | Agriculteur Réélu pour le mandat 2020-2026 |

## Démographie
L'évolution du nombre d'habitants est connue à travers les recensements de la population effectués dans la commune depuis 1793. Pour les communes de moins de 10 000 habitants, une enquête de recensement portant sur toute la population est réalisée tous les cinq ans, les populations de référence des années intermédiaires étant quant à elles estimées par interpolation ou extrapolation. Pour la commune, le premier recensement exhaustif entrant dans le cadre du nouveau dispositif a été réalisé en 2008.

En 2022, la commune comptait 803 habitants, en évolution de −1,47 % par rapport à 2016 (Seine-Maritime : +0,35 %, France hors Mayotte : +2,11 %).
| 1793 | 1800 | 1806 | 1821 | 1831  | 1836  | 1841  | 1846  | 1851  |
| ---- | ---- | ---- | ---- | ----- | ----- | ----- | ----- | ----- |
| 900  | 872  | 915  | 960  | 1 011 | 1 019 | 1 057 | 1 066 | 1 013 |

| 1856 | 1861 | 1866 | 1872 | 1876 | 1881 | 1886 | 1891 | 1896 |
| ---- | ---- | ---- | ---- | ---- | ---- | ---- | ---- | ---- |
| 966  | 930  | 890  | 825  | 780  | 714  | 740  | 646  | 606  |

| 1901 | 1906 | 1911 | 1921 | 1926 | 1931 | 1936 | 1946 | 1954 |
| ---- | ---- | ---- | ---- | ---- | ---- | ---- | ---- | ---- |
| 541  | 481  | 406  | 336  | 339  | 316  | 314  | 350  | 362  |

| 1962 | 1968 | 1975 | 1982 | 1990 | 1999 | 2006 | 2008 | 2013 |
| ---- | ---- | ---- | ---- | ---- | ---- | ---- | ---- | ---- |
| 391  | 375  | 390  | 494  | 510  | 610  | 686  | 708  | 780  |

| 2018 | 2022 | - | - | - | - | - | - | - |
| ---- | ---- | - | - | - | - | - | - | - |
| 808  | 803  | - | - | - | - | - | - | - |

## Culture locale et patrimoine

### Lieux et monuments
- Église paroissiale Saint-Martin en brique et grès (XVIIIe siècle)[26].
- Reproduction de la grotte de Lourdes. Elle a été construite dans une ancienne carrière sur un terrain privé. En 1894, de retour d'un pèlerinage à Lourdes, l'abbé Lamotte alors curé du village, entreprit de doter sa paroisse de cette réplique. Les paroissiens fournirent les matériaux et aidèrent au financement de sa construction. Celle-ci fut réalisée par Ferdinand Delarue, maçon résidant dans la commune. Elle fut inaugurée sitôt les travaux terminés. Une première restauration eut lieu en 1950. La seconde restauration fut entreprise en 1979, après que la municipalité ait décidé d'acquérir l'édifice pour la somme de 10 000 francs. Les gradins furent construits par les membres du comité des fêtes et quelques volontaires avec des pierres offertes par Paul Rose, alors maire de la commune. Depuis, une équipe de scouts du Nord de la France a scellé ces gradins. La grille et l'autel ont été restaurés par le frère Alain de l'abbaye de Saint-Wandrille.
- Monument aux morts 1870-1871
- Monument aux morts 1914-1918 (1920)

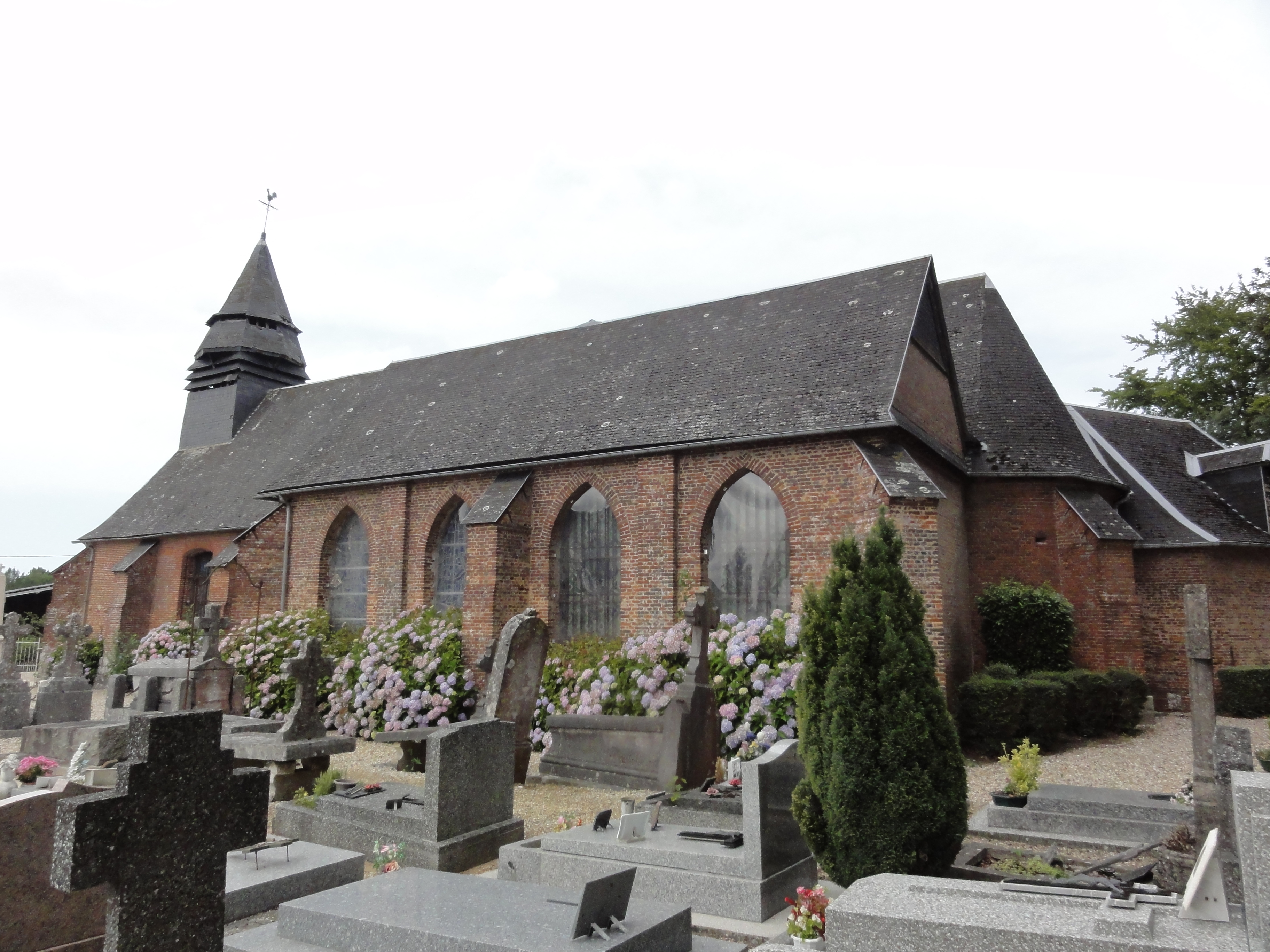
Église Saint-Martin.
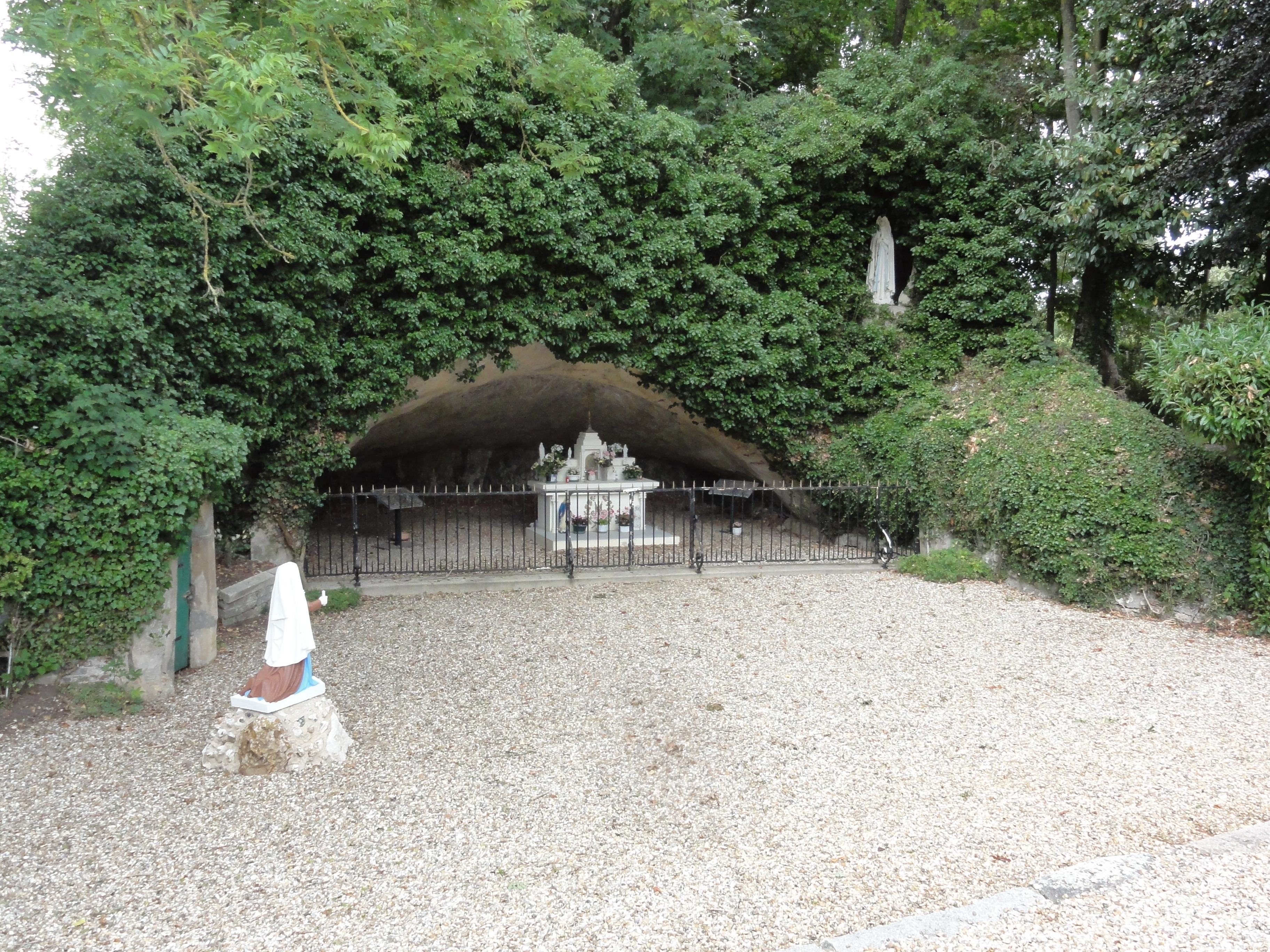
Grotte de Lourdes.
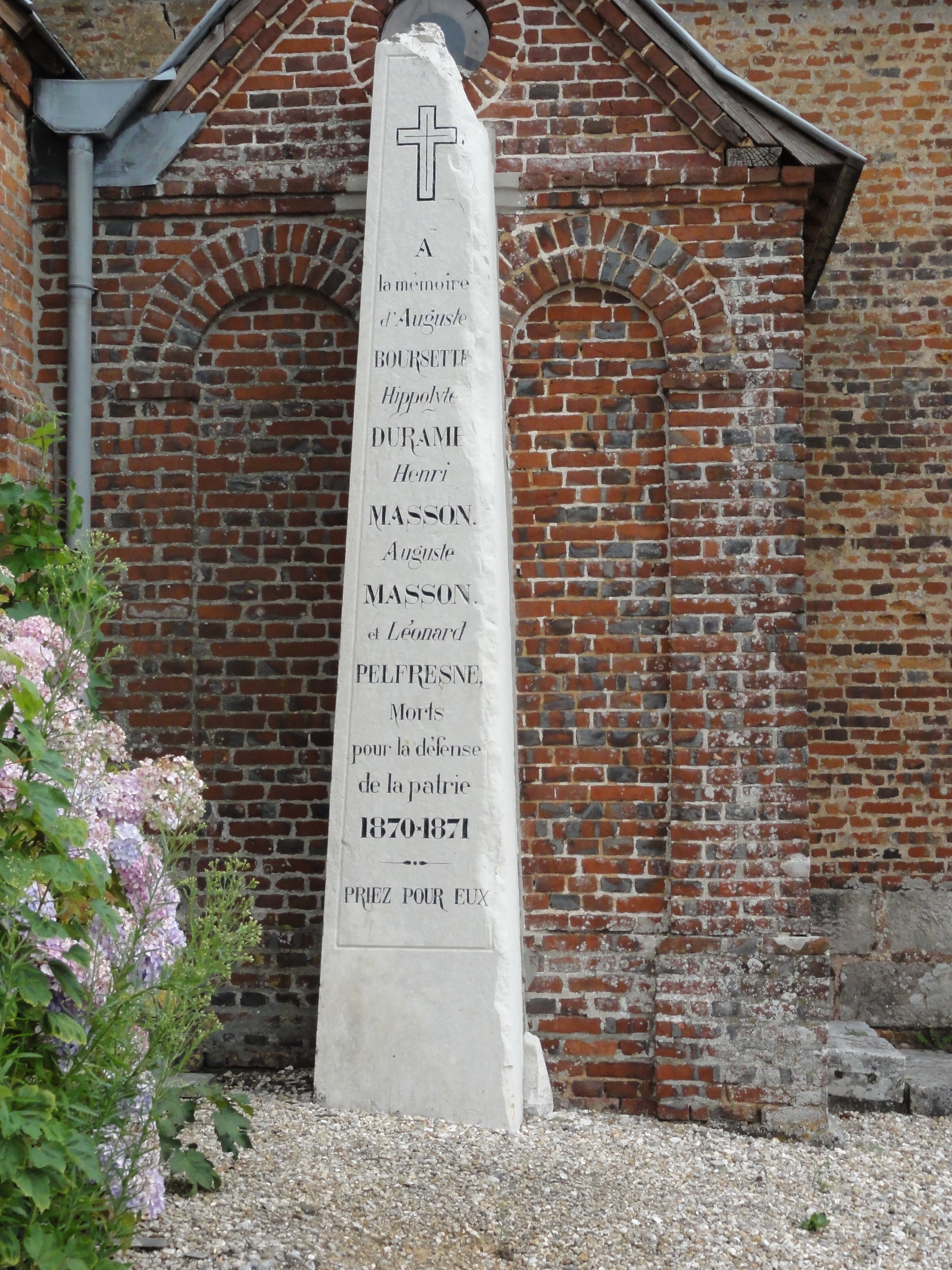
Monument aux morts 1870-1871.
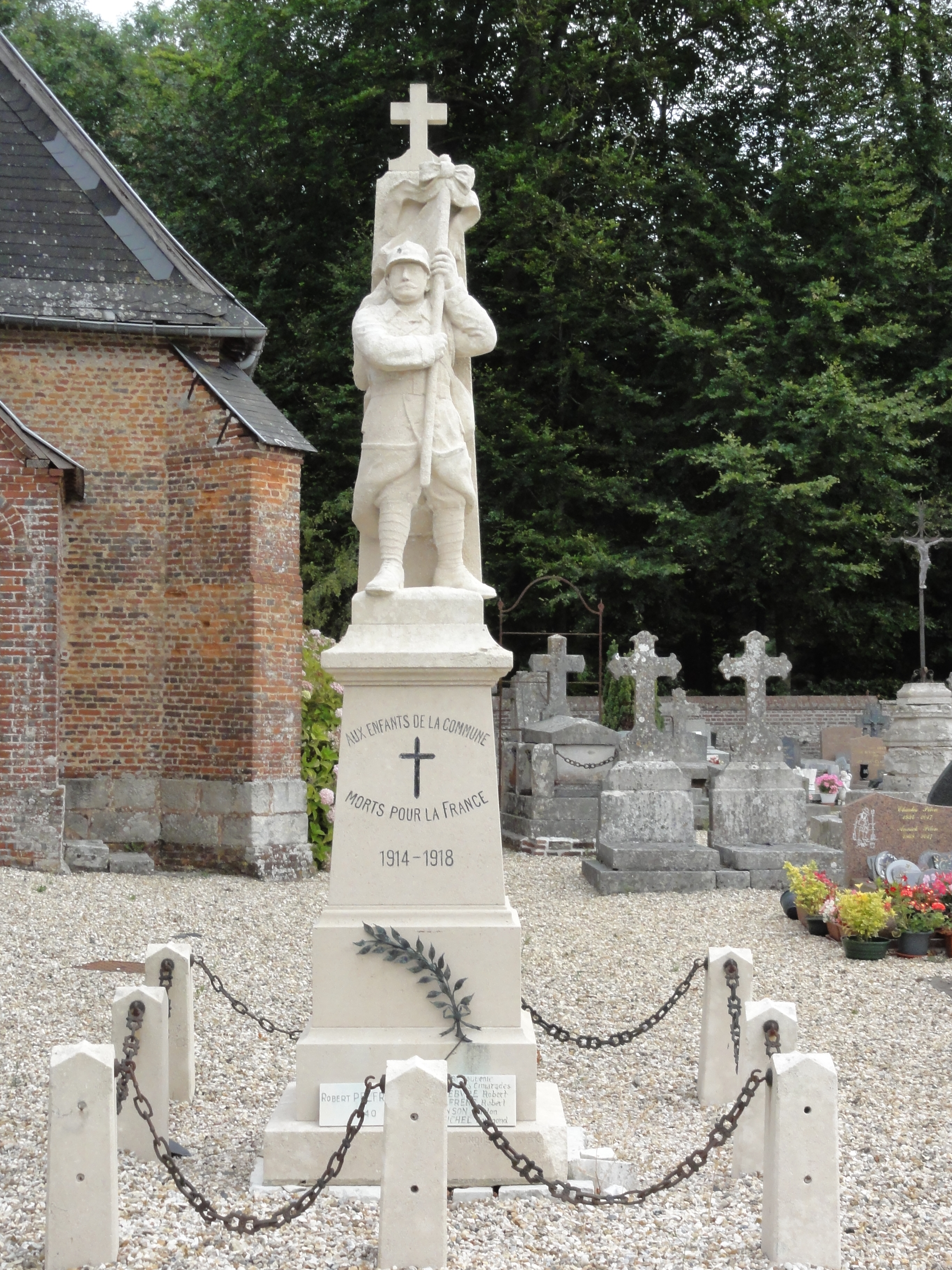
Monument aux morts 1914-1918.

### Personnalités liées à la commune
- Charles Angrand (1854-1926), peintre, y est né.